# Typotheria
De Typotheria zijn een onderorde van uitgestorven zoogdieren die in het Vroeg-Mioceen in Zuid-Amerika leefden.

## Kenmerken
De Typotheria vertoonden veel gelijkenis met de knaagdieren. Beide groepen hebben een volledig aan het knagen aangepast gebit, dat constant doorgroeit omdat dit aan excessieve slijtage onderhevig is vanwege hun herbivore dieet. Hun afmetingen waren vrij variabel, van 30 cm tot meer dan twee meter.

## Geslachten
Familie Archaeopithecidae Ameghino, 1897
- † Acropithecus Ameghino, 1904
- † Archaeopithecus Ameghino, 1897

Familie Campanorcidae Bond, Vucetich, & Pascual, 1984
- † Campanorco Bond, Vucetich, & Pascual, 1984

Familie Interatheriidae Ameghino, 1889
- † Archaeophylus Ameghino, 1897
- † Caenophilus Ameghino, 1904
- † Cochilius Ameghino, 1902
- † Epipatriarchus Ameghino, 1903
- † Interatherium Ameghino, 1889
- † Medistylus Stirton, 1952
- † Miocochilius Stirton, 1953
- † Paracochilius Bordas, 1939
- † Plagiarthrus Ameghino, 1896
- † Protypotherium Ameghino, 1882
- † Munyizia
- † Antepithecus Ameghino, 1901
- † Guilielmoscottia Ameghino, 1901
- † Notopithecus Ameghino, 1897
- † Transpithecus Ameghino, 1901

Familie Mesotheriidae Alston, 1876
- † Mesotherium Serres, 1867
  - = Typotherium Bravard, 1867
- † Tomodus Ameghino, 1886
- † Entelomorphus Ameghino, 1889

Familie Oldfieldthomasiidae Simpson, 1945
- † Allalmeia Rusconi, 1946
- † Colbertia Paula Couto, 1952
- † Itaboraitherium Paula Couto, 1970
- † Kibenikhoria Simpson, 1935
- † Maxschlosseria Ameghino, 1901
- † Oldfieldthomasia Ameghino, 1901
- † Paginula Ameghino, 1901
- † Tsamnichoria Simpson, 1936
- † Ultrapithecus Ameghino, 1901